# Johnny Cash with His Hot and Blue Guitar
Johnny Cash with His Hot and Blue Guitar je první studiové album amerického country hudebníka Johnnyho Cashe. Album vyšlo v říjnu 1957 u vydavatelství Sun Records a produkoval ho vlastník vydavatelství Sam Phillips.

## Seznam skladeb
| Pořadí         | Název                                   | Autor                       | Délka |
| -------------- | --------------------------------------- | --------------------------- | ----- |
| 1.             | Rock Island Line                        | Leadbelly                   | 2:11  |
| 2.             | (I Heard That) Lonesome Whistle         | Jimmie Davis, Hank Williams | 2:25  |
| 3.             | Country Boy                             | Cash                        | 1:49  |
| 4.             | If the Good Lord's Willing              | Jerry Reed                  | 1:44  |
| 5.             | Cry! Cry! Cry!                          | Cash                        | 2:29  |
| 6.             | Remember Me (I'm the One Who Loves You) | Stuart Hamblen              | 2:01  |
| 7.             | So Doggone Lonesome                     | Cash                        | 2:39  |
| 8.             | I Was There When It Happened            | Jimmie Davis, Fern Jones    | 2:17  |
| 9.             | I Walk the Line                         | Cash                        | 2:46  |
| 10.            | Wreck of the Old 97                     |                             | 1:48  |
| 11.            | Folsom Prison Blues                     | Cash                        | 2:51  |
| 12.            | Doin' My Time                           | Jimmie Skinner              | 2:40  |
| Celková délka: | Celková délka:                          | Celková délka:              | 27:40 |

## Obsazení
- Johnny Cash – zpěv, kytara
- Luther Perkins – kytara
- Marshall Grant – kontrabas